# Aslín Quiala
Aslín Quiala (* 28. Oktober 1998) ist eine kubanische Leichtathletin, die sich auf den Stabhochsprung spezialisiert hat.

## Werdegang
Erste internationale Erfahrungen sammelte Aslín Quiala im Jahr 2022, als sie bei den NACAC-Meisterschaften in Freeport mit übersprungenen 4,00 m den vierten Platz im Stabhochsprung belegte. Im Jahr darauf gewann sie bei den Zentralamerika- und Karibikspielen in San Salvador mit 4,30 m die Silbermedaille hinter der Venezolanerin Robeilys Peinado und anschließend sicherte sie sich bei den Panamerikanischen Spielen in Santiago de Chile mit 4,40 m die Bronzemedaille hinter der US-Amerikanerin Bridget Williams und Peinado aus Venezuela. 
2022 wurde Quiala kubanische Meisterin im Stabhochsprung.

## Persönliche Bestleistungen
- Stabhochsprung: 4,40 m, 2. November 2023 in Santiago de Chile
  - Stabhochsprung (Halle): 3,90 m, 25. Februar 2023 in Saragossa